# Drudkh
Drudkh is een atmosferische blackmetalband uit Oekraïne, opgericht door Roman Saenko. Veel van hun teksten zijn afgeleid van 18e- en 19e-eeuwse Oekraïense gedichten.

## Leden

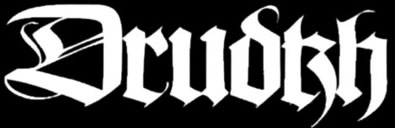
Drudkh

- Roman Saenko (ook in Hate Forest) - gitaar en bas
- Thurios (ook in Hate Forest en Astrofaes) - vocals en keyboard
- Amorth (ook in Astrofaes) - drums en keyboards

Ex-leden
- Yuriy Sinitsky - drums
- Amorth - drums

## Discografie
- Forgotten Legends - 2003
- Autumn Aurora - 2004
- The Swan Road - 2005
- Blood in Our Wells - 2006
- Songs of Grief and Solitude - 2006
- Anti-Urban (ep) - 2007
- Estrangement - 2007
- Microcosmos - 2009
- Handful Of Stars - 2010
- Eternal Turn of the Wheel - 2012
- Eastern Frontier in Flames (ep's verzameld) - 2014
- A Furrow Cut Short - 2015
- They Often See Dreams About the Spring - 2018